# Карур
Карур (англ. Karur) — город в индийском штате Тамилнад. Административный центр округа Карур. Средняя высота над уровнем моря — 122 метра. По данным всеиндийской переписи 2001 года, в городе проживало 76 328 человек, из которых мужчины составляли 49,5 %, женщины — соответственно 50,5 %. Уровень грамотности взрослого населения составлял 78 % (при общеиндийском показателе 59,5 %). Уровень грамотности среди мужчин составлял 84 %, среди женщин — 72 %. 10 % населения было моложе 6 лет.